# Vayres (Gironda)
 Vayres  es una población y comuna francesa, situada en la región de Aquitania, departamento de Gironda, en el distrito de Libourne y cantón de Libourne.

## Demografía
| 1853 | 1845 | 2295 | 2361 | 2491 | 2631 |
| Para los censos de 1962 a 1999 la población legal corresponde a la población sin duplicidades (Fuente: INSEE [Consultar]) |      |      |      |      |      |

## Ciudades hermanadas
Vayres mantiene una relación de hermanamiento con la ciudad de Laguardia en España.